# Kotsjerinovo
Kotsjerinovo, Kočerinovo of Kocherinovo (Bulgaars: Кочериново) is een stadje en een gemeente in het westen van Bulgarije in de oblast  Kjoestendil. De stad Kotsjerinovo telde op 7 september 2021 ongeveer 2.000 inwoners, terwijl de gemeente Kotsjerinovo, waarbij ook de omliggende 10 dorpen worden opgeteld, 4.260 inwoners had. Kotsjerinovo is in 1974 uitgeroepen tot stad, daarvoor was het een dorp.

## Ligging
De stad Kotsjerinovo ligt 90 km ten zuiden van  Sofia, 2 km ten oosten van de Europese weg E79, in de buurt van de weg naar het Rilaklooster. Hoewel het slechts stadje slechts 8 km ten noorden van de stad Blagoëvgrad ligt, behoort de stad administratief tot de oblast Kjoestendil.
De gemeente Kotsjerinovo is gelegen in het zuidelijke deel van de oblast Kjoestendil. Met een oppervlakte van 182,306 km² is het de zevende van de 9 gemeenten van de oblast, wat 5,97% van het grondgebied uitmaakt. De grenzen zijn als volgt:
- in het westen - gemeente Nevestino;
- in het noorden - gemeente Bobosjevo;
- in het noordoosten - de gemeente Rila;
- in het zuiden - gemeente Blagoëvgrad, oblast Blagoëvgrad.

## Bevolking
De stad Kotsjerinovo had bij de laatste officiële volkstelling van 7 september 2021 een inwoneraantal van 1.985 personen. Dit waren 377 mensen (-16,0%) minder dan 2.362 inwoners bij de census van 1 februari 2011. De gemiddelde jaarlijkse groei in die periode komt daarmee uit op -1,6%, hetgeen lager is dan het landelijk jaarlijks gemiddelde over deze periode (-1,14%). Het aantal inwoners vertoont al vele jaren een dalende trend: in 1965 had het dorp nog een recordaantal van 4.772 inwoners.
|          | 1934   | 1946   | 1956   | 1965   | 1975   | 1985  | 1992  | 2001  | 2011  | 2020  |
| -------- | ------ | ------ | ------ | ------ | ------ | ----- | ----- | ----- | ----- | ----- |
| Stad     | 3 646  | 4 173  | 4 541  | 4 772  | 4 408  | 4 065 | 3 040 | 2 799 | 2 362 | 1 985 |
| Gemeente | 13 977 | 15 159 | 14 397 | 13 033 | 10 206 | 8 617 | 7 500 | 6 607 | 5 214 | 4 260 |

De gemeente Kotsjerinovo telde 4.260 inwoners bij de census van 2021, hetgeen ongeveer 1.000 minder (-18,3%) was dan 5.214 inwoners in 2011. De jaarlijkse gemiddelde bevolkingsgroei van de gemeente Kotsjerinovo kwam uit op -2%. In 1946 had de gemeente Kotsjerinovo nog ruim 15.000 inwoners.

### Religie
De laatste volkstelling werd uitgevoerd in februari 2011 en was optioneel. Van de 5.214 inwoners reageerden er 4.030 op de volkstelling, terwijl 1.184 inwoners het censusformulier onbeantwoord lieten. Van de 4.030 respondenten waren er 2.714 lid van de Bulgaars-Orthodoxe Kerk, oftewel 67% van de bevolking. De rest van de bevolking had een andere geloofsovertuiging of was niet religieus. 
| Religieuze samenstelling in februari 2011 | Religieuze samenstelling in februari 2011 | Religieuze samenstelling in februari 2011 | Religieuze samenstelling in februari 2011 | Religieuze samenstelling in februari 2011 |
| ----------------------------------------- | ----------------------------------------- | ----------------------------------------- | ----------------------------------------- | ----------------------------------------- |
|                                           |                                           |                                           |                                           |                                           |
| Bulgaars-Orthodoxe Kerk                   | Bulgaars-Orthodoxe Kerk                   |                                           | 67,34%                                    | 67,34%                                    |
| Katholieke Kerk                           | Katholieke Kerk                           |                                           | 0,17%                                     | 0,17%                                     |
| Protestantisme                            | Protestantisme                            |                                           | 0,15%                                     | 0,15%                                     |
| Islam                                     | Islam                                     |                                           | 0,10%                                     | 0,10%                                     |
| Geen                                      | Geen                                      |                                           | 0,47%                                     | 0,47%                                     |
| Anders/ Onbekend                          | Anders/ Onbekend                          |                                           | 31,77%                                    | 31,77%                                    |

## Economie
In het verleden was de lokale bevolking vooral bezig met het produceren van tabak. Tijdens de socialistische periode werkte een grote deel van de bevolking in een papier- en verpakkingsfabriek genaamd ‘Nikola Vaptsarov’, in het dorp Barakovo, die na de val van het communisme niet meer functioneert. In dit stadje vindt men onder andere een naaiatelier, een patisserie en een brikettenfabriek.

## Kernen
Plaatsen in de gemeente Kotsjerinovo:
- Barakovo
- Borovets
- Boeranovo
- Dragodan
- Frolosj
- Kroemovo
- Moersalevo
- Porominovo
- Stob
- Tsarvisjte

## Afbeelding

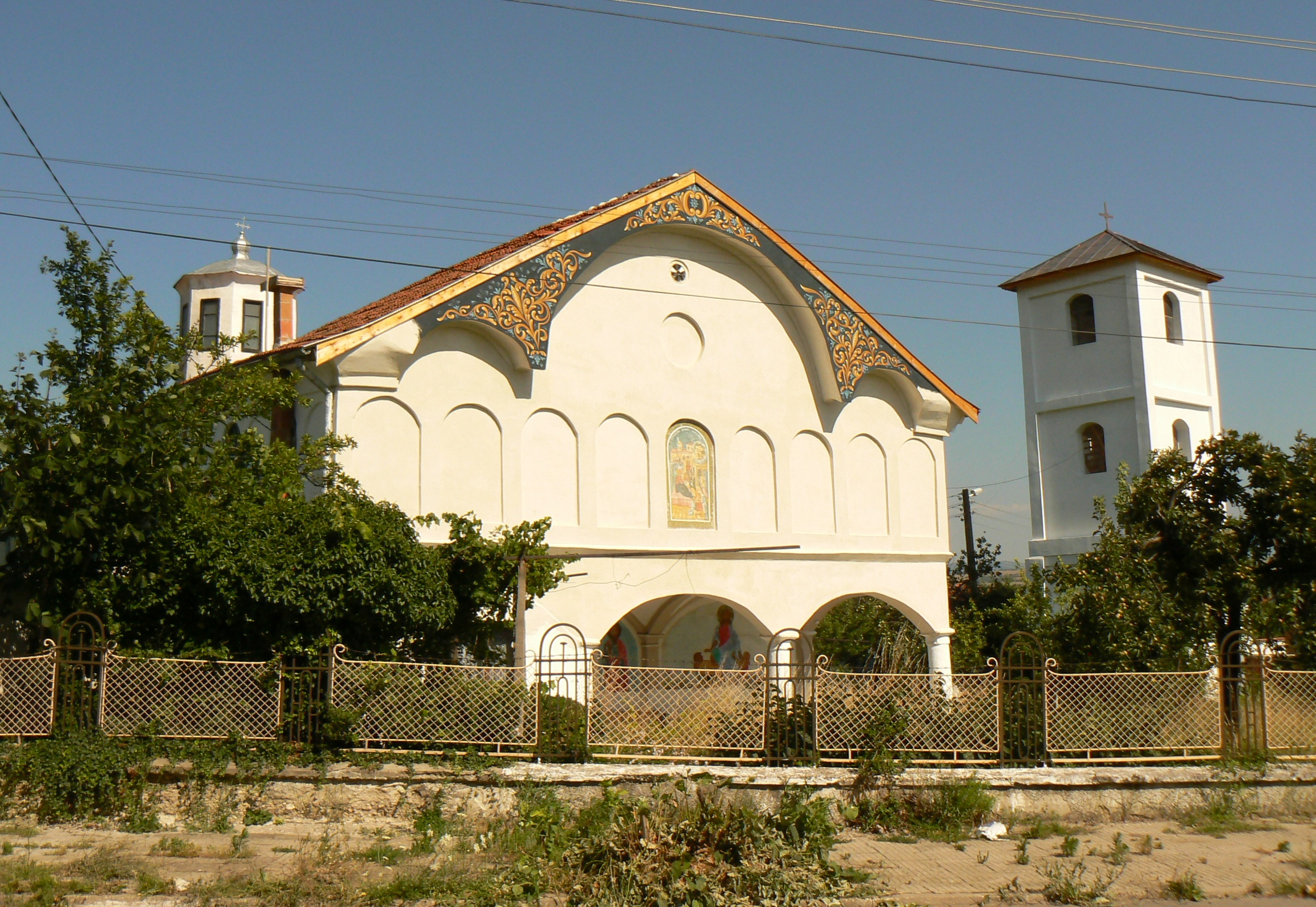
Kerk van Kotsjerinovo
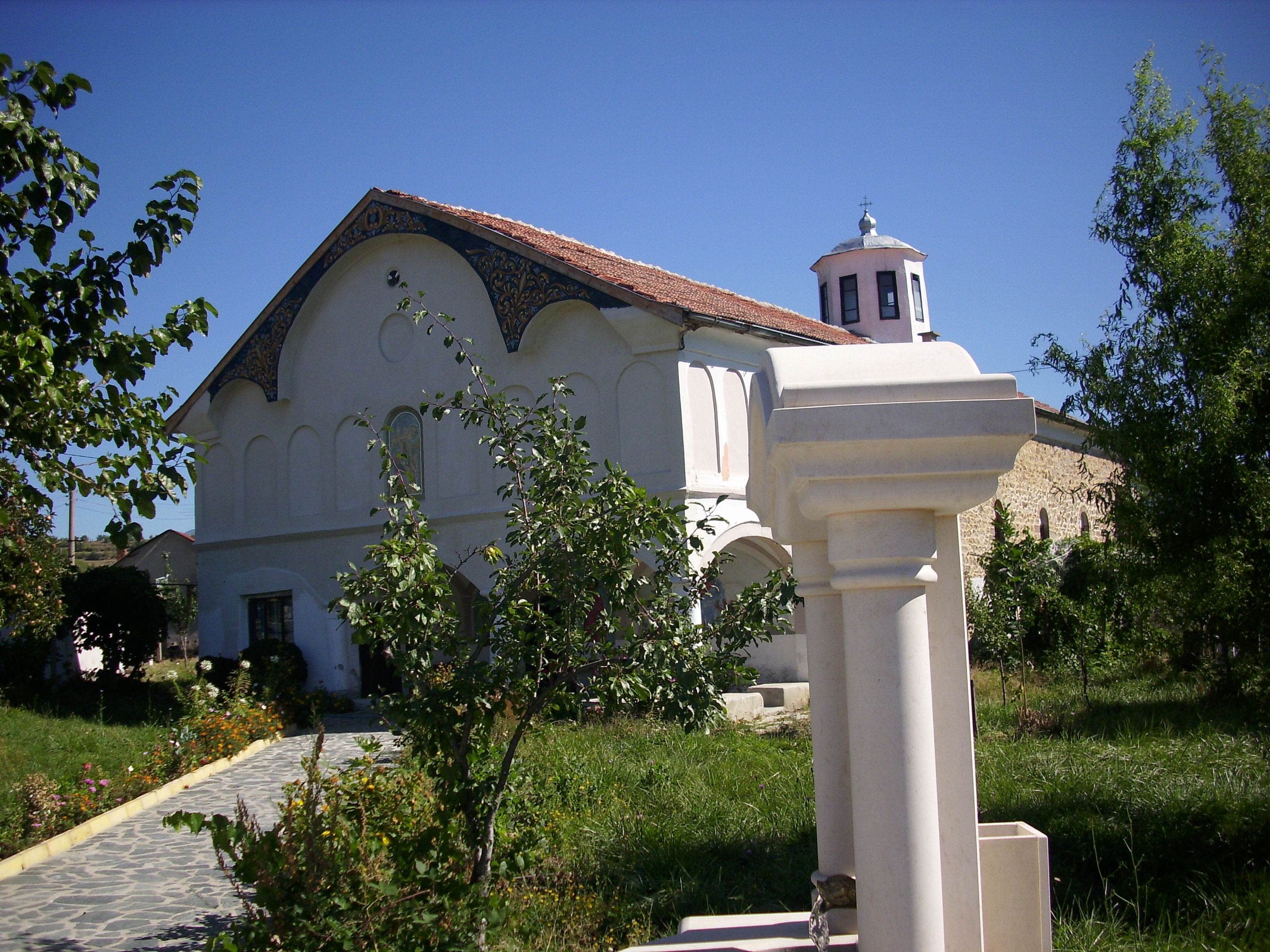
Kathedraal Maria-Geboorte

Bobosjevo - Bobov Dol - Doepnitsa - Kotsjerinovo - Kjoestendil - Nevestino - Rila - Sapareva Banja - Trekljano